# Містер Олімпія 2004
Містер Олімпія 2004 — найбільш значуще міжнародне змагання по культуризму, що проводиться під егідою Міжнародної федерації бодібілдінга (англ. International Federation of Bodybuilding, IFBB). Змагання проходили 30 жовтня 2004 року Mandalay Bay Arena в Лас Вегасі, США. Це був сороковий турнір Містер Олімпія. Свій сьомий титул завоював Ронні Коулмен з США. Друге місце посів Джей Катлер, третє — Густаво Бадель.

## Результати
У цьому конкурсі Містер Олімпія було запроваджено новий виклик для визначення фінального заліку. Після третього туру шість найкращих учасників були відкинуті, і для визначення переможця були використані лише результати фінального раунду.
Загальний призовий фонд конкурсу Містер Олімпія серед чоловіків склав $400,000. Переможець отримав $120,000. Друге місце — $75,000. Третє — $50,000.
| Місце | Приз     | Ім'я!             | Країна                   | 1  | 2  | 3  | Бали! | Оцінка виклику |
| ----- | -------- | ----------------- | ------------------------ | -- | -- | -- | ----- | -------------- |
| 1     | $120,000 | Ронні Коулмен     | США                      | 5  | 5  | 5  | 15    | 24             |
| 2     | $75,000  | Джей Катлер       | США                      | 10 | 10 | 10 | 30    | 21             |
| 3     | $50,000  | Густаво Баделл    | Венесуела                | 21 | 16 | 20 | 57    | 13             |
| 4     | $40,000  | Декстер Джексон   | США                      | 15 | 19 | 15 | 49    | 12             |
| 5     | $30,000  | Маркус Рюль       | Німеччина                | 40 | 28 | 25 | 93    | 10             |
| 6     | $25,000  | Гюнтер Шлієркамп  | Німеччина                | 28 | 43 | 30 | 101   | 1              |
| 7     | $15,000  | Кріс Корм'є       | США                      | 36 | 34 | 39 | 109   |                |
| 8     | $14,000  | Денніс Джеймс     | Німеччина                | 33 | 37 | 42 | 112   |                |
| 9     | $12,000  | Віктор Мартінес   | Домініканська Республіка | 37 | 35 | 46 | 118   |                |
| 10    | $10,000  | Даррем Чарльз     | Тринідад і Тобаго        | 50 | 49 | 43 | 142   |                |
| 11    | $1,000   | Павол Яблоницький | Чехія                    | 57 | 63 | 58 | 178   |                |
| 12    | $1,000   | Кріс Дім          | США                      | 60 | 61 | 63 | 184   |                |
| 13    | $1,000   | Ахмад Хайдар      | Ліван                    | 67 | 60 | 64 | 191   |                |
| 14    | $1,000   | Джонні О. Джексон | США                      | 79 | 70 | 69 | 218   |                |
| 15    | $1,000   | Трой Алвес        | США                      | 72 | 71 | 76 | 219   |                |
| 16    | $1,000   | Крейг Річардсон   | США                      | 71 | 82 | 82 | 235   |                |
| 17    | $1,000   | Мустафа Мохаммед  | Йорданія                 | 85 | 85 | 84 | 254   |                |
| 18    | $1,000   | Річард Джонс      | США                      | 91 | 91 | 89 | 271   |                |
| 19    | $1,000   | Клод Груль        | Канада                   | 93 | 91 | 95 | 279   |                |

## Визначні події
- Ронні Коулмен виграв свій сьомий поспіль титул Містер Олімпія.
- Джей Катлер втретє посів друге місце.
- Декстер Джексон, хоч і посів третє місце в традиційному заліку, програв Густаво Баделлу у фінальному змагальному раунді з різницею в $10,000.